# Václav Blahna
Václav Blahna, né le 26 février 1948, est un pilote automobile tchécoslovaque de rallyes.

## Biographie
Il commence la compétition en 1972 sur Skoda 110 L, et termine celle-ci vingt-cinq ans plus tard en 1997.
Pavel Schovánek est son unique copilote de 1980 à mi-1996.
Il obtient deux 8e places en WRC, lors des rallyes de l'Acropole 1979 et 1981.

## Palmarès

### Titres
- Double vainqueur de la Coupe de la Paix et de l'Amitié, en 1977 et 1980, sur Škoda 130 RS;
- Champion de Tchécoslovaquie des rallyes, en 1993 (alors Tchéquie-Slovaquie), sur Ford Sierra RS Cosworth 4x4 et Ford Escort RS Cosworth (copilote P.Schovánek);
- Double Champion de Tchécoslovaquie des rallyes des Groupes N et N4, en 1996;
  - Vice-champion de Tchécoslovaquie des rallyes, en  1985 et 1996;
  - Vice-champion de Tchécoslovaquie des rallyes de classe A>2000, en  1993;
  - Vice-champion de Tchécoslovaquie des rallyes de classe A/1300, en  1989;
  - Vice-champion de Tchécoslovaquie des rallyes de classe B/1600, en  1986;
  - 3e du championnat de Tchécoslovaquie des rallyes en 1986 et 1988 (4e en 1989);
  - 3e du championnat de Tchécoslovaquie des rallyes du Groupe N4 en 1997;

## 3 victoires en championnat d'Europe
- Rallye de Yougoslavie: 1979 (2e en 1978);
- Rallye du Danube: 1979 (Roumanie);
- Rallye de Bohème: 1993 (2e en 1992).

(nb: il termine 2e du rallye de Tchéquie en 1993 et 3e du rallye de Pologne en 1977)